# Турнен
Турнен (нім. Thurnen) — громада  в Швейцарії в кантоні Берн, адміністративний округ Берн-Міттельланд.

## Географія
Громада розташована на відстані близько 16 км на південь від Берна.
Турнен має площу 6 км², з яких на 13,9% дозволяється будівництво (житлове та будівництво доріг), 79,2% використовуються в сільськогосподарських цілях, 6,1% зайнято лісами, 0,8% не є продуктивними (річки, льодовики або гори).

## Демографія
2019 року в громаді мешкало 1973 особи (+6,1% порівняно з 2010 роком), іноземців було 6,9%. Густота населення становила 332 осіб/км².
За віковим діапазоном населення розподілялося таким чином: 20,6% — особи молодші 20 років, 58,9% — особи у віці 20—64 років, 20,5% — особи у віці 65 років та старші. Було 843 помешкань (у середньому 2,3 особи в помешканні).
Із загальної кількості 429 працюючих 90 було зайнятих в первинному секторі, 109 — в обробній промисловості, 230 — в галузі послуг.